# Tofu-Dreg-Projekt
Tofu-Dreg-Projekt (chinesisch 豆腐渣工程, Pinyin Dòufuzhā Gōngchéng, Jyutping Dau6fu6zaa1 Gung1cing4, englisch tofu-dreg project – „Tofu-Rückstand-Projekt; Sojakuchen-Projekt“, sinngemäß: „der Pfusch am Bau“) ist die englischsprachige Übersetzung einer Redewendung, die in der Volksrepublik China verwendet wird, um Pfusch und eklatante Mängel bei Bauprojekten zu beschreiben. Die Redewendung wurde von Zhu Rongji, dem früheren Premierminister, bei einem Besuch in Jiujiang in der Provinz Jiangxi verwendet, um unsolide gebaute Deiche am Jangtsekiang zu beschreiben.
In China wird der Begriff Doufuzha (restlicher Rückstand oder „Trester“, die bei der Herstellung von Tofu anfallen) als Metapher genutzt, um schlechte Arbeit mit schweren qualitativen Mängeln zu beschreiben. Damit wird impliziert, dass ein „Tofu-Dreg-Projekt“ ein schlecht ausgeführtes Projekt ist, für das die Regierung Verantwortung übernehmen sollte.

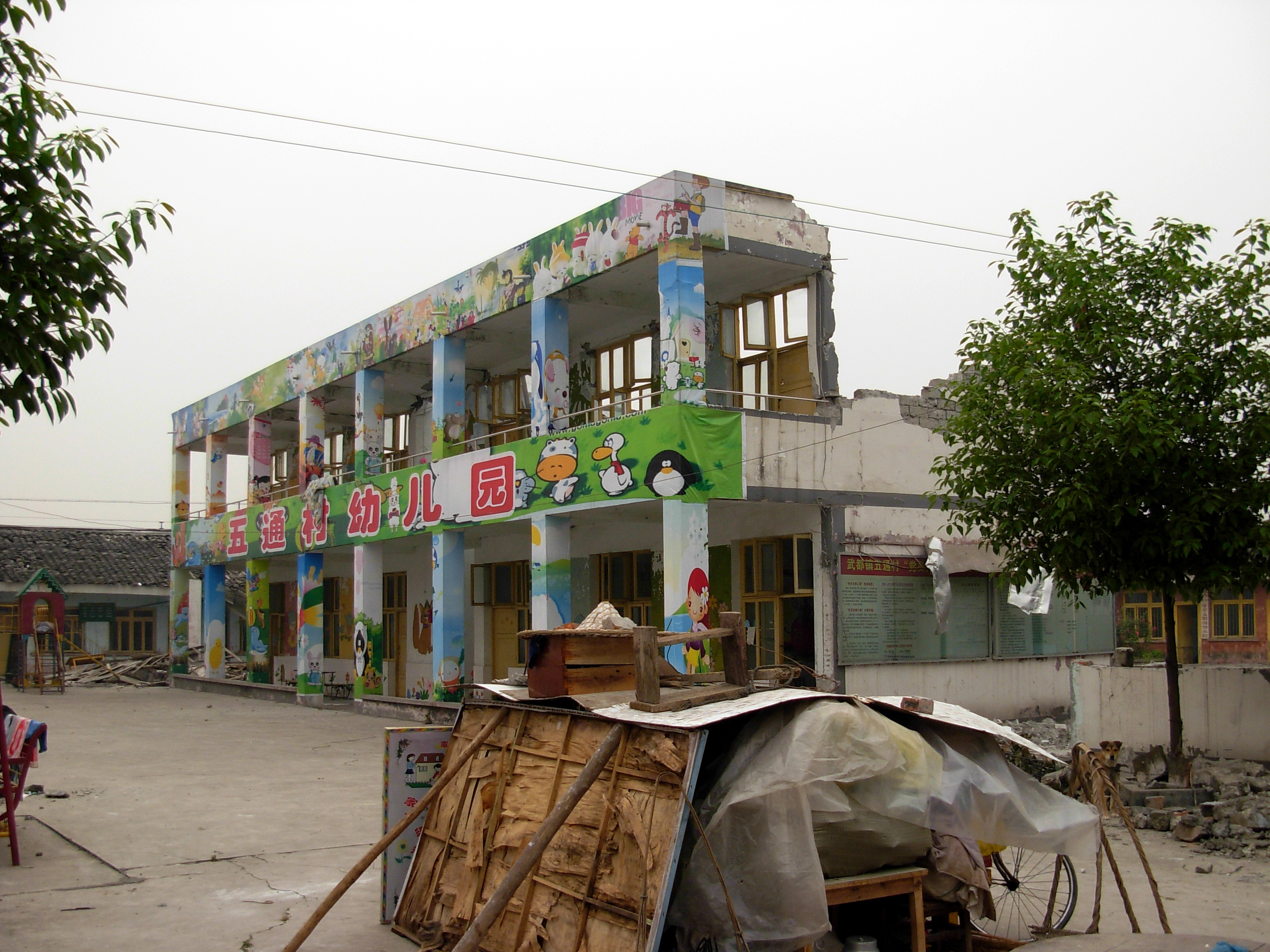
Dieser Kindergarten war einer der Bauten, die starken Schaden an der Tragewerksstruktur erfuhren

Während des Wenchuan-Erdbebens 2008 brachen viele Schulgebäude zusammen und zahlreiche Schüler kamen ums Leben. Diese Bauten wurden dann in der Öffentlichkeit als Beispiele für „Tofu-Dreg-Projekte“ angesehen.
Nach einem Besuch in China im Jahr 2011 stellte der kanadische Journalist Lawrence Solomon fest, dass die Chinesen befürchten, ein „Tofu-Damm“ werde brechen, was zu Hunderttausenden von Opfern führen könnte.